# Маяковский (группа)
«Маяко́вский» — российская поп-рок-группа. Номинанты «Реальной премии MusicBox 2013 года» и «Реальной премии MusicBox 2015 года», а также номинанты на премию «OOPS! Choice Awards. Прорыв года», награждённые премией «Радио Открытие года-2014» от портала TopHit.

## История
Группа «Маяковский» появилась на свет в январе 2013 года. Участниками группы стали Илья Самитов и Дима Тихонов, они были хорошими знакомыми. Ребята давно знали друг друга, часто пересекались за кулисами шоу-бизнеса, вместе играли в футбол, но у каждого была своя творческая жизнь, свои музыкальные проекты: Илья Самитов был солистом группы «Хаки». Звезда сериала «Ранетки» Дима Тихонов снимался в кино и был основателем группы «Балабама».
К началу  2013 года у Ильи уже было несколько песен для нового проекта, о котором он думал уже некоторое время.
Первые совместные песни «Маяковского» рождались, можно сказать, «на коленке», на кухне у Ильи. Не было ни студии, ни базы для репетиций. Когда материала набралось достаточно, к Сэму присоединились гитарист Женя (Потап) Потапчук (участник и основатель громких музыкальных проектов в Челябинске) и барабанщик Илья (Green) Зеленов (участник проекта «4POST» и основатель барабанного шоу «Drum Cast»), а последним к ребятам присоединился Дима Тихонов, как-то заглянувший «на огонёк» и попавший на репетицию. Дима уходить домой наотрез отказался, и так началась новая история группы.
«Маяковский» — это популярная группа, уже плотно «прописавшаяся» на высших ступенях хит-парадов России. Клипы группы на треки «Нравится», «Прости», «Париж» и «Слабые» можно увидеть на всех музыкальных каналах России и ближнего зарубежья — MTV, МузТВ, РуТВ, Russian MusicBox, Музыка Первого и других. Треки находятся в постоянной горячей ротации на таких топовых радиостанциях, как «Русское Радио», «Авторадио», «Хит ФМ». Более 150 радиостанций крутят сегодня треки группы «Маяковский». Участники группы являются частыми гостями прямых эфиров различных программ на ТВ и радио. Кроме того, Илья Самитов и Дмитрий Тихонов являются ведущими популярнейшей программы «ВКонтакте LIVE»,  выходящей в прямом эфире на телеканале Russian MusicBox каждую среду. 
Ребята часто удивляли поклонников – это и выпуск кавер-версии известной песни «Лондон, гудбай» группы «Кар-Мэн», и feat с популярнейшим Гарик Burito на трек «Качает музыка», а одно из самых ярких событий на сегодняшний день, случилось в жизни группы в конце 2014 года. Ребята от души «нашумели» совместной работой с Ольгой Серябкиной (группа «Серебро») и Максом Фадеевым. В результате совместной работы появился хит «Слабые», на который был тут же снят клип, режиссёром которого стал сам Макс Фадеев Клип вышел в начале 2015 года и разорвал хит-парады! Сегодня трек можно услышать более чем в 900 городах России и ближнего зарубежья! А телеканалы устроили гонку за тем, на каком канале пройдет премьера клипа!
Летом 2015 года в составе группы произошли изменения. Илья Зеленов, давно мечтавший о собственном барабанном шоу, решил все творческие усилия посвятить этому направлению, а Женя Потапчук решил посвятить какое-то время семейным делам и новым музыкальным проектам.
В 2015 году портал Tophit отметил заслуги ребят и вручил группе премию в номинации «Радиооткрытие 2014». Кроме того, группа является номинантом всех значимых музыкальных премий этого года.
В конце 2015 года Гарик Burito снял боевик для группы «Маяковский» клип на композицию «Gangsta»
В 2016 году группа «Маяковский» совместно с DJ Цветкоff выпустили трек «Париж»
Сегодня ребята выступают в двух форматах. Чаще всего на сцене можно увидеть Илью Самитова и Диму Тихонова вдвоём, но на некоторых площадках ребята появляются в сопровождении музыкантов.